# John Symonds
John Symonds (Battersea, 12 maart 1914 - 21 oktober 2006) was een Engels schrijver van romans, enkele succesvolle kinderboeken, toneelstukken en de biograaf van Aleister Crowley.
Hij was de zoon van architect Robert Wemyss Symonds en Lily Sapzells, maar zijn ouders waren niet getrouwd. Hij werd opgevoed door zijn moeder in Margate. Op zijn zestiende besloot hij schrijver te worden en bracht hij talloze uren door in de bibliotheek van het British Museum. 
In zijn eerste baan werkte hij als journalist bij Picture Post. In die tijd werd hij bevriend met George Orwell, Dylan Thomas en Stephen Spender. Hij hoefde niet in militaire dienst en tijdens de oorlog werkte hij als redacteur bij het tijdschrift Lilliput. In 1945 trouwde hij met Renata Israel, het was zijn tweede huwelijk. Een jaar later publiceerde hij zijn eerste roman, William Waste.
In datzelfde jaar ontmoette hij Aleister Crowley, occultist, filosoof en schrijver, die zichzelf 'the wickedest man of the world' noemde en grote bekendheid genoot (en geniet) in occulte kringen. Na diens dood werd Symonds de literaire executeur van Crowley en kreeg hij de copyrights over al zijn werken. Door de royalty's kon Symonds leven en werken als schrijver. Hij redigeerde met Kenneth Grant de autobiografie van Crowley en schreef vier biografische werken over de occultist. Ook schreef hij een biografie over Madame Blavatsky. Het meeste succes als schrijver had hij met zijn kinderboeken. Van zijn toneelwerken zijn maar enkele opgevoerd. Veel kinderboeken en romans weerspiegelen Symonds' belangstelling voor het macabere.
Door het Mitrochin-archief, de papieren die de Russische archivaris Vasili Nikititsj Mitrochin meesmokkelde naar het westen, werd John Symonds ontmaskerd als spion voor de Sovjet-Unie en Rusland.
- Biblioteca Nacional de España: XX1111389
- Bibliothèque nationale de France: cb11925847b (data)
- Catàleg d'autoritats de noms i títols de Catalunya: 981058523358206706
- CiNii: DA04676704
- Gemeinsame Normdatei: 118014862
- International Standard Name Identifier: 0000 0000 8166 1062
- Library of Congress Control Number: n50012816
- Nationale Bibliotheek van Letland: 000035375
- Nationale bibliotheek van Australië: 35828329
- Nationale Bibliotheek van Israël: 987007268780805171
- Nederlandse Thesaurus van Auteursnamen: 071985824
- LIBRIS: 314358
- SNAC: w6fr06x1
- Système universitaire de documentation: 145000419
- Virtual International Authority File: 93511396
- WorldCat: E39PBJdrGjc6jDFTWrMpRqDjG3